# ガッデム 阿修羅
『ガッデム 阿修羅』（がっでむあしゅら、原題：該死的阿修羅、英題：GODDAMNED ASURA）は、2022年の台湾で公開されたサスペンス映画。
本作は、2021年に台湾のアカデミー賞とされる金馬奨で王渝萱が最優秀助演女優賞、2022年には台北映画祭の台北電影奨で、脚本賞、音楽賞、最優秀助演女優賞を受賞した。また、2023年アカデミー賞では、国際長編映画賞部門で台湾代表作としてエントリーされた。
日本では、2023年6月9日より東京・シネマート新宿ほか劇場にて全国公開された。

## ストーリー
夜市で起きた無差別乱射事件。事件を起こしたのは、18歳の成人を迎えたばかりの青年・ジャン・ウェン（ホァン・シェンチョウ）だった。ともに漫画を制作するアーシン（パン・ガンダー）や彼の母親は、彼を助けたい一心で「殺意がなかった」と釈明し、謝罪の言葉を口にするよう説得するが、ジャン・ウェンは「殺人は自分の命で償う、自分は早く死にたい」と伝え、応じる様子はない。
事件で唯一の死者となったシャオセン（ライ・ハオジャ）は、実生活では平凡な生活を送る公務員だが、実はゲーム「王者の世界」で稀代の王として活躍しているプレーヤーだった。婚約者のビータ（ホァン・ペイジァ）は、自分と違い仕事に注力しており、徐々に関係にすれ違いが生じている。事件の夜は、夜市でビータを待っていたところ、ジャン・ウェンに射殺されてしまったのだ。女子高生のリンリン（ワン・ユーシュエン）も、ゲーム「王者の世界」に熱中しており、ゲーム内でシャオセンと出会う。ゲームのために偽のIDとヌード写真を用いて、シャオセン好みの女性を偽り、ゲームを優位に進めていた。“バイ菌”と名乗る記者（モー・ズーイー）はリンリンの住むアパートを取材しており、事件前にシャオセンと遭遇、そして、夜市の事件現場にも居合わせていた。
事件の日へと向かう6人、交錯する夜。何かが違えばあの日の夜は、6人の運命は、違っていたのだろうか…。

## キャスト
- ジャン・ウェン役：ホァン・シェンチョウ（中国語版）
- バイ菌役：モー・ズーイー（中国語版）
- ビータ役：ホァン・ペイジァ（中国語版）
- アーシン役：パン・ガンダー（中国語版）
- リンリン役：ワン・ユーシュエン（中国語版）
- シャオセン役：ライ・ハオジャ（中国語版）

## スタッフ
- 監督：ロウ・イーアン（中国語版）
- 脚本：ロウ・イーアン、チェン・シンイー（中国語版）
- エグゼクティブプロデューサー：高君亭、徐國倫、王興洪
- プロデューサー：陳彥翰
- 字幕：夏國明
- 日本配給：ライツキューブ

## 映画祭・受賞歴
- 第58回金馬奨 - 最優秀助演女優賞
- 第24回台北映画祭 - 最優秀脚本賞、最優秀助演女優賞、最優秀音楽賞
- 第9回桃園映画祭 - 特別審査員賞